# Pessinunte
Pessinunte fu una città anatolica situata sull'alto corso del Sakarya (Sangarios), da cui si dice che il mitologico re Mida abbia dominato un grande regno frigio. La sua fondazione è databile attorno al 700 a.C.
Pessinunte, l'attuale villaggio di Ballıhisar, si trova a 13 km da Sivrihisar, piccola cittadina sulla strada che collega Ankara ad Eskişehir, per la precisione nel punto che interseca la strada per Afyonkarahisar-Smirne, 120 km a sud-ovest di Ankara.

## Storia
Pessinunte fu il mitologico regno di re Mida, il famoso re che trasformava in oro tutto quel che toccava e che, nel mito, fu fondatore del tempio di Cibele, madre del re stesso. Cibele era la madre degli dei nella tradizione frigia, e la sua importanza è il motivo stesso dell'esistenza di Pessinunte. Oltre al mito sulla fondazione della città, si sa che i Tolistoagii, una  tribù di Galati, si insediò nei pressi di Pessinunte e di Gordio.
Fu una delle principali città ellenistiche della Galazia a partire dal IV secolo a.C. Fu sotto il controllo dei Seleucidi. Questi ne persero il controllo attorno al 150 a.C. in favore degli Attalidi di Pergamo, che a loro volta la trasmisero in eredità all'impero romano. Venne assegnata alla provincia della Galazia.
Nel 205 a.C., la repubblica romana incorporò il culto della Grande Madre (noto anche come Magna Mater o Culto di Cibele). Questo inglobamento di religioni provinciali fu un tema ricorrente presso i Romani. Permetteva di inculcare il controllo romano nella religione, visto che Pessinunte era una città-tempio, e di prendere il controllo della regione più orientale dell'Asia minore. Il senato romano sostenne il culto di Cibele e la sua icona più importante, una grande pietra nera, che si diceva essere stata fatta cadere da Cibele stessa. Il culto venne adottato dai Romani con lo scopo di garantirsi i favori locali durante la Seconda guerra punica. Il motivo di fondo era il tentativo di combattere le razzie che Annibale stava facendo in Italia.
La statua venne prima eretta nel tempio di Vittoria sul colle palatino, ma nel 191 a.C. venne costruito un nuovo santuario sulla cima del Palatino. uno dei luoghi più sacri della città. Oltre alla famosa pietra nera anche un trono venne portato a Roma ma venne poi distrutto due volte durante gli incendi del 111 a.C. e del 3 d.C. Venne restaurato due volte, nel secondo caso dall'imperatore Augusto famoso per i restauri d'epoca.
La cultura romana emerse di nuovo a Pessinunte attorno al 45 d.C., quando l'imperatore Claudio vendette il tempio-stato al tetrarca galatino Brogitarus. Si trattò di una tattica per racimolare fondi usata dai Romani, a partire da Giulio Cesare nel 45 a.C.
Il tempio venne abbandonato, nonostante Giuliano l'Apostata vi effettuasse un pellegrinaggio. Nel 398, Pessinunte divenne la capitale della nuova provincia Galatia Salutaris. Pessinunte venne raggiunta dal Cristianesimo durante il V secolo. Alla fine del 715 la città di Pessinunte venne distrutta dai conquistatori arabi, assieme alla vicina città di Orkistos. Dopo che i bizantini ne persero il controllo in favore dei Selgiuchidi, divenne un villaggio di montagna situato a 900 metri di altezza, spopolandosi gradatamente.
Le ultime antiche costruzioni vennero abbattute nel XIX secolo, ma gli archeologi della Università di Gand, Belgio, iniziarono gli scavi nel 1967, trovando l'antico tempio di Cibele e numerosi altri edifici, come ad esempio un teatro ed i bagni pubblici.
Il Kybele Archaeological Culture Center, stanziato nel villaggio di Ballihisar, espone artefatti databili al periodo frigio e romano dell'antica città.